# دوغان‌لی (دینار)
دوغان‌لی (به ترکی استانبولی: Doğanlı) یک منطقهٔ مسکونی در ترکیه است که در دینار (شهر) واقع شده‌است.